# Evan Peters
Evan Thomas Peters (San Luis, Misuri, 20 de enero de 1987) es un actor y productor estadounidense. Ha sido nominado para un Globo de Oro, dos Emmys, dos Premios SAG, dos Satellite y tres Premios de la Crítica Cinematográfica. Es conocido por sus múltiples papeles en la serie de antología American Horror Story de FX, Stan Bowes en la primera temporada de la serie dramática Pose de FX, y su papel de Quicksilver en la saga de películas de X-Men, apareciendo en X-Men: días del futuro pasado (2014), X-Men: Apocalipsis (2016) y Dark Phoenix (2019). También apareció en el Universo cinematográfico de Marvel como Ralph Bohner en WandaVision (2021) de Marvel Studios y como el asesino en serie Jeffrey Dahmer en Dahmer (2022) de Netflix. 
Debutó como actor en la película dramática Clipping Adam (2004) y estuvo en el elenco principal la serie de ciencia ficción Invasión (2005-2006) de ABC.
De 2004 a 2010, Peters apareció en numerosos comerciales estadounidenses para marcas establecidas como Kelloggs, Papa John's Pizza y PlayStation. Durante este tiempo también tuvo papeles recurrentes en Phil del Futuro de Disney Channel y One Tree Hill de The CW. En 2010, tuvo un papel secundario en la película de superhéroes Kick-Ass.

## Vida y carrera

### 1987-2006: primeros años y roles iniciales
Evan Peters nació el 20 de enero de 1987 en San Luis, Estados Unidos, hijo de Julie y Phil Peters, y hermano de Andrew y Michelle Peters. Durante su infancia y adolescencia, asistió a una escuela primaria católica y a la Grand Blanc High School. En 2001, su familia se mudó a Grand Blanc, Míchigan, donde Peters comenzó a practicar el modelaje y a tomar clases de actuación. Posteriormente se trasladó junto a su madre a Los Ángeles con el fin de iniciar una carrera como actor. Aun así siguió estudiando en la Burbank High School, aunque después comenzaría a ser educado en casa.
Alrededor de 2004, el productor Michael Picchiottino seleccionó a Peters para que protagonizase la película Clipping Adam, bajo el papel de Adam Sheppard. Dicha participación lo hizo acreedor del premio a Mejor actuación revelación en el Phoenix Film Festival de 2004. Seguidamente, comenzó a aparecer en comerciales para PlayStation, Papa John's Pizza, Kellogg's, entre otros. En julio se estrenó el filme Sleepover, en donde interpretó a Russell Hayes; así como la serie de televisión The Days, donde hizo a Cooper Day. Durante la primera temporada de Phil of the Future, realizó el personaje de Seth Wosmer, y de Jesse Varon en la serie de ciencia ficción Invasion.

### 2007-presente: proyectos mayores yAmerican Horror Story

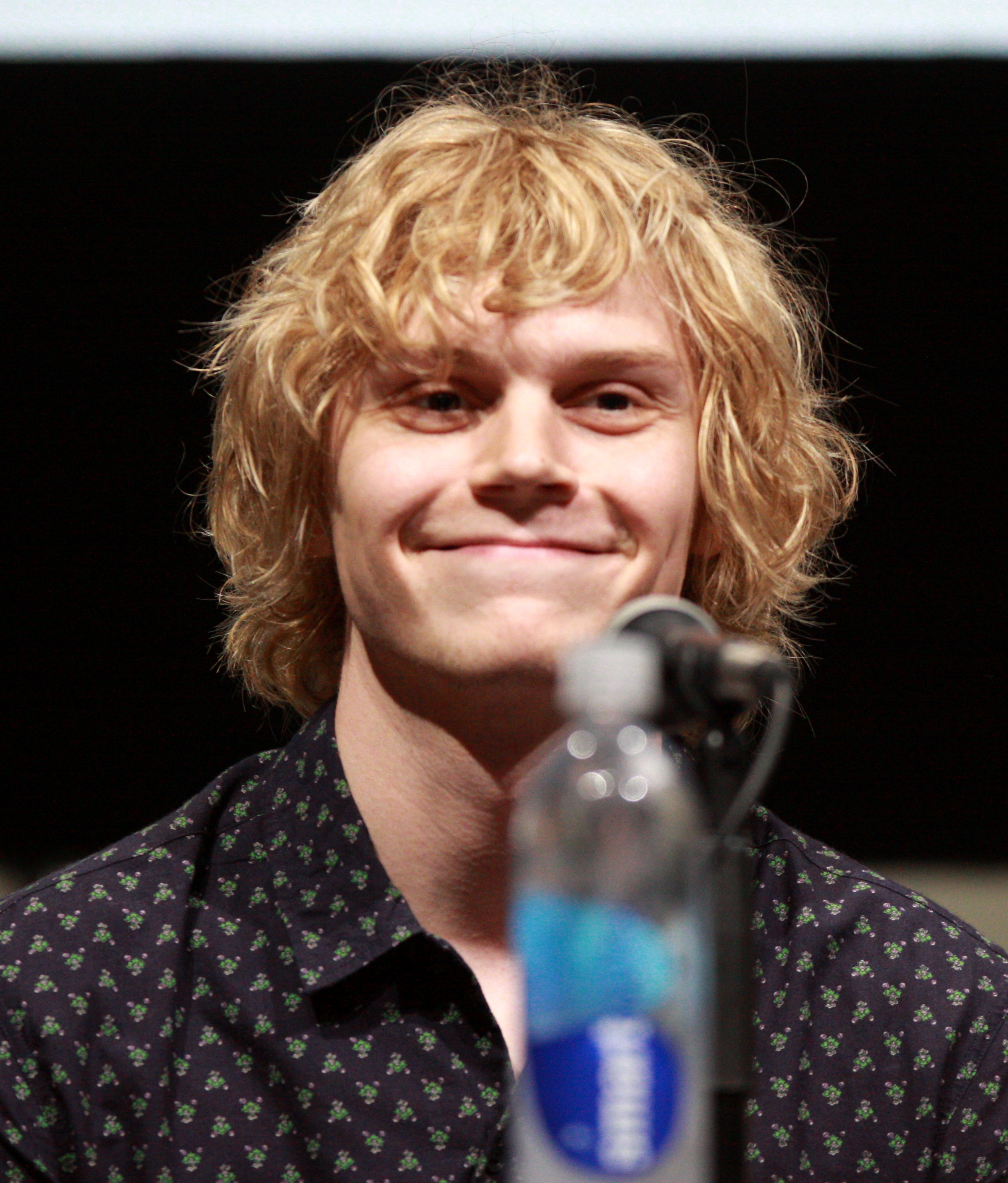
Peters durante la Convención Internacional de Cómics de San Diego de 2013.

Entre 2007 y 2008, Peters cubrió diversos roles en películas como An American Crime, Gardens of the Night y Never Back Down. finalmente, dio vida a Jack Daniels, un papel recurrente en la serie de televisión de drama juvenil One Tree Hill. Asimismo, apreció en múltiples programas como El mentalista, House M. D., The Office, Monk, entre otros. En 2010, personificó a Todd Haynes, un papel menor en la película Kick-Ass.
En 2011, Peters consiguió uno de los papeles protagonistas en la primera temporada de la serie antológica de terror de FX, American Horror Story, como el asesino sociópata adolescente, Tate Langdon. Para la segunda, tercera y cuarta temporada, Peters hizo a Kit Walker, Kyle Spencer y Jimmy Darling, respectivamente. El interpretar al primero de estos, le dio una nominación a los Premios Satellite en la categoría de Mejor actor en una serie, miniserie o película de televisión. En abril de 2015, el creador de la serie, Ryan Murphy, anunció que Peters volvería para la quinta temporada de la serie, Hotel, bajo el rol de James March., para 2016 interpretaría a Rory un joven actor inglés que actuó como Edward Phillipe Mott en My Roanoke Nightmare. Y en 2017 volvió a American Horror Story en la temporada Cult donde interpretó múltiples papeles.
En enero de 2023, Evan Peters ganó el Globo de Oro por su interpretación de Jeffrey Dahmer en la miniserie de Netflix Dahmer.
En marzo de 2024, Evan Peters apareció en el video musical «We can't be friends» de Ariana Grande.

## Vida personal
Peters comenzó a salir con Emma Roberts en 2012 después de trabajar juntos en la película Adult World. En julio de 2013, mientras se alojaban en un hotel en Montreal, Quebec, Canadá, alguien escuchó una disputa proveniente de su habitación y llamó a la policía. Después de una "acalorada discusión", comenzaron a golpearse entre sí (Roberts y Peters). Cuando llegó la policía, arrestaron a Roberts. Peters no fue arrestado porque Roberts no tenía ninguna herida visible de inmediato. Peters se negó a presentar cargos y Roberts fue liberada varias horas después. En una declaración conjunta, la pareja lo llamó "un desafortunado incidente e incomprensión", y declararon que estaban "trabajando juntos para superarlos". Peters confirmó en marzo de 2014 que él y Roberts estaban comprometidos. En marzo de 2019, Peters y Roberts cancelaron su compromiso y terminaron definitivamente debido a que Roberts comenzó una relación con el actor Garrett Hedlund.
A finales de octubre de 2019, Peters comenzó una relación con la cantante estadounidense Halsey, separándose a principios de 2020.
En junio de 2020, Peters fue duramente criticado por retuitear un video en el que un agente de policía realizaba un placaje contra un manifestante —descrito como «saqueador» en el tuit— durante las protestas por la muerte de George Floyd. Poco más tarde, Evan hizo una declaración pidiendo perdón y afirmando que había retuiteado el vídeo «por accidente», y reafirmó su apoyo al movimiento Black Lives Matter.

## Filmografía

### Películas
| Año  | Película                        | Papel                        | Notas           |
| ---- | ------------------------------- | ---------------------------- | --------------- |
| 2004 | Clipping Adam                   | Adam Sheppard                |                 |
| 2004 | Sleepover                       | Russell «SpongeBob» Hayes    |                 |
| 2007 | An American Crime               | Ricky Hobbs                  |                 |
| 2007 | Mama's Boy                      | Keith                        | No acreditado   |
| 2008 | Remarkable Power                | Ross                         |                 |
| 2008 | Gardens of the Night            | Brian / Rachel               |                 |
| 2008 | Never Back Down                 | Max Cooperman                |                 |
| 2010 | Kick-Ass                        | Todd Haynes                  |                 |
| 2011 | Never Back Down 2: The Beatdown | Max Cooperman                |                 |
| 2011 | Queen                           | Chico de una hermandad       | Cortometraje    |
| 2011 | El buen doctor                  | Donny Nixon                  |                 |
| 2014 | Adult World                     | Alex                         |                 |
| 2014 | X-Men: días del futuro pasado   | Peter Maximoff / Quicksilver |                 |
| 2015 | The Lazarus Effect              | Clay                         |                 |
| 2015 | Safelight                       | Charles                      |                 |
| 2016 | Elvis & Nixon                   | Dwight Chapin                |                 |
| 2016 | X-Men: Apocalipsis              | Peter Maximoff / Quicksilver |                 |
| 2017 | The Pirates of Somalia          | Jay Bahadur                  |                 |
| 2017 | The Accomplice                  | Randy                        | Cortometraje    |
| 2018 | American Animals                | Warren Lipka                 |                 |
| 2018 | Deadpool 2                      | Peter Maximoff / Quicksilver | Aparición cameo |
| 2019 | Dark Phoenix                    | Peter Maximoff / Quicksilver |                 |
| 2019 | I Am Woman                      | Jeff Wald                    |                 |
| 2023 | Wish: el poder de los deseos    | Simón (Voz)                  |                 |
| 2025 | Tron: Ares                      | Julian Dillinger             |                 |

### Televisión
| Año       | Título                                     | Papel                                                    | Notas                                                   |
| --------- | ------------------------------------------ | -------------------------------------------------------- | ------------------------------------------------------- |
| 2004      | The Days                                   | Cooper Day                                               | 6 episodios                                             |
| 2004-2005 | Phil del Futuro                            | Seth Wosmer                                              | 5 episodios                                             |
| 2005-2006 | Invasión                                   | Jesse Varon                                              | 21 episodios                                            |
| 2008      | Dirt                                       | Craig Hope                                               | Episodio: «God Bless the Child»                         |
| 2008      | Sin rastro                                 | Craig Baskin                                             | Episodio: «A Bend in the Road»                          |
| 2008      | Monk                                       | Eric Tavela                                              | Episodio: «Mr. Monk and the Genius»                     |
| 2008      | House                                      | Oliver                                                   | Episodio: «Last Resort»                                 |
| 2008-2009 | One Tree Hill                              | Jack Daniels                                             | 6 episodios                                             |
| 2009      | Off the Clock                              | Jew                                                      | Episodio: «Gorgonzola y Pinto»                          |
| 2009      | Ghost Whisperer                            | Dylan                                                    | Episodio: «Excessive Forces»                            |
| 2010      | Mentes criminales                          | Charlie Hillridge                                        | Episodio: «Mosley Lane»                                 |
| 2010      | El mentalista                              | Oliver McDaniel                                          | Episodio: «18-5-4»                                      |
| 2010      | The Office                                 | Luke Cooper                                              | Episodio: «Nepotism»                                    |
| 2011      | Parenthood                                 | Brandon                                                  | Episodio: «New Plan»                                    |
| 2011      | In Plain Sight                             | Joey Roston / Joey Wilson                                | Episodio: «Crazy Like a Witness»                        |
| 2011      | American Horror Story: Murder House        | Tate Langdon                                             | 12 episodios                                            |
| 2012-2013 | American Horror Story: Asylum              | Kit Walker                                               | 13 episodios                                            |
| 2013-2014 | American Horror Story: Coven               | Kyle Spencer                                             | 11 episodios                                            |
| 2014-2015 | American Horror Story: Freak Show          | Jimmy Darling                                            | 13 episodios                                            |
| 2015-2016 | American Horror Story: Hotel               | James Patrick March                                      | 10 episodios                                            |
| 2015      | China, IL                                  | Clint (voz)                                              | Episodio: «Magical Pet»                                 |
| 2016      | American Horror Story: Roanoke             | Edward Philipe Mott                                      | Episodio: «Chapter 5»                                   |
| 2016      | American Horror Story: Roanoke             | Rory Monahan                                             | 3 episodios                                             |
| 2017      | American Horror Story: Cult                | Kai Anderson                                             | 11 episodios                                            |
| 2017      | American Horror Story: Cult                | Andy Warhol                                              | Episodio: «Valerie Solanas Died for Your Sins: Scumbag» |
| 2017      | American Horror Story: Cult                | - Marshall Applewhite - David Koresh - Jim Jones - Jesús | Episodio: «Drink the Kool-Aid»                          |
| 2017      | American Horror Story: Cult                | Charles Manson                                           | 2 episodios                                             |
| 2018      | Pose                                       | Stan Bowes                                               | 8 episodios                                             |
| 2018      | American Horror Story: Apocalypse          | Mr. Gallant                                              | 4 episodios                                             |
| 2018      | American Horror Story: Apocalypse          | James Patrick March                                      | Episodio: «Could It Be... Satan?»                       |
| 2018      | American Horror Story: Apocalypse          | Tate Langdon                                             | Episodio: «Return to Murder House»                      |
| 2018      | American Horror Story: Apocalypse          | Jeff Pfister                                             | 3 episodios                                             |
| 2021      | WandaVision                                | Ralph Bohner / «Pietro Maximoff»                         | 4 episodios                                             |
| 2021      | Mare of Easttown                           | Detective Colin Zabel                                    | 4 episodios - Miniserie de televisión                   |
| 2021      | American Horror Story: Double Feature      | Austin                                                   | Principal                                               |
| 2022      | Dahmer – Monster: The Jeffrey Dahmer Story | Jeffrey Dahmer                                           | 10 episodios - Protagonista                             |
| 2024      | Agatha All Along                           | Ralph Bohner                                             | Episodio: «Familiar By Thy Side»                        |

## Premios y nominaciones
| Año  | Premiación                                              | Categoría                                                                                 | Trabajo nominado                  | Resultado |
| ---- | ------------------------------------------------------- | ----------------------------------------------------------------------------------------- | --------------------------------- | --------- |
| 2004 | Phoenix Film Festival                                   | Mejor actuación revelación                                                                | Clipping Adam                     | Ganador   |
| 2005 | Premios Artista Joven                                   | Mejor actuación en una película - Elenco joven                                            | Sleepover                         | Nominado  |
| 2012 | Premios Satellite                                       | Mejor actor de reparto en una serie, miniserie o película de televisión                   | American Horror Story: Asylum     | Nominado  |
| 2013 | Online Film & Television Association Award              | Mejor actor de reparto en una película o miniserie                                        | American Horror Story: Asylum     | Nominado  |
| 2015 | Napa Valley Film Festival                               | Estrella en ascenso                                                                       | Safelight                         | Ganador   |
| 2016 | Fangoria Chainsaw Awards                                | Mejor actor de reparto de televisión                                                      | American Horror Story: Hotel      | Nominado  |
| 2017 | Tahoe Reno International Film Festival                  | Mejor actor de cortometraje                                                               | The Accomplice                    | Ganador   |
| 2018 | Critics Choice Awards                                   | Mejor actor en una miniserie o película para televisión                                   | American Horror Story: Cult       | Nominado  |
| 2018 | British Independent Film Awards                         | Mejor actor de reparto                                                                    | American Animals                  | Nominado  |
| 2018 | Academy of Science Fiction, Fantasy & Horror Films, USA | Mejor actor de reparto en televisión                                                      | American horror story: Apocalypse | Nominado  |
| 2018 | iHorror Awards                                          | Mejor actor de televisión de terror                                                       | American horror story             | Ganador   |
| 2019 | Guffoni Film Festival                                   | Premio a la experiencia                                                                   | Experiencia                       | Ganador   |
| 2021 | Premios Emmy                                            | Anexo:Primetime Emmy al mejor actor de reparto - Miniserie o telefilme                    | Mare of Easttown                  | Ganador   |
| 2021 | Gold Derby Awards                                       | Película/Serie limitada Actor de reparto                                                  | Mare of Easttown                  | Ganador   |
| 2022 | Premios del Sindicato de Actores                        | Mejor actor de televisión - Miniserie o telefilme                                         | Mare of Easttown                  | Nominado  |
| 2022 | Critics Choice Awards                                   | Mejor actor de reparto en una serie limitada o película para televisión                   | Mare of Easttown                  | Nominado  |
| 2022 | Premios Satellite                                       | Mejor actor de reparto en una serie, miniserie, serie limitada o película para televisión | Mare of Easttown                  | Ganador   |
| 2023 | Globos de oro                                           | Mejor actor de miniserie o telefilme                                                      | Dahmer                            | Ganador   |
| 2023 | Premios Satellite                                       | Mejor actor de miniserie, serie limitada o película para televisión                       | Dahmer                            | Ganador   |
| 2023 | Critics Choice Super Awards                             | Mejor actor de serie de terror, serie limitada o película para televisión                 | Dahmer                            | Ganador   |
| 2023 | Premios del Sindicato de Actores                        | Mejor interpretación masculina en una película para televisión o serie limitada           | Dahmer                            | Nominado  |
| 2023 | Daily Cooler Awards                                     | Mejor Actor Principal en una Serie Limitada/Antológica                                    | Dahmer                            | Ganador   |
| 2023 | Premios Emmy                                            | Actor principal destacado en una serie o película limitada o antológica                   | Dahmer                            | Nominado  |